# Viêm loét đại tràng
Viêm loét đại tràng (UC) là một tình trạng lâu dài dẫn đến viêm và loét đại tràng và trực tràng. Các triệu chứng chính của bệnh tích cực là đau bụng và tiêu chảy trộn lẫn với máu. Giảm cân, sốt và thiếu máu cũng có thể xảy ra. Thông thường, các triệu chứng xuất hiện chậm và có thể từ nhẹ đến nặng. Các triệu chứng thường xảy ra liên tục với các giai đoạn không có triệu chứng nào giữa các đợt bùng phát. Các biến chứng có thể bao gồm megacolon, viêm mắt, khớp, hoặc gan và ung thư đại tràng.
Nguyên nhân của UC là không rõ. Các lý thuyết liên quan đến rối loạn chức năng hệ thống miễn dịch, di truyền, những thay đổi trong vi khuẩn đường ruột bình thường và các yếu tố môi trường. Tỷ lệ có xu hướng cao hơn ở các nước phát triển với một số đề xuất này là kết quả của ít tiếp xúc với nhiễm trùng đường ruột, hoặc một chế độ ăn uống và lối sống phương Tây. Việc loại bỏ các phụ lục ở độ tuổi sớm có thể được bảo vệ. Chẩn đoán thường là do nội soi đại tràng bằng sinh thiết mô. Nó là một loại bệnh viêm ruột (IBD) cùng với bệnh Crohn và viêm đại tràng vi mô.
Thay đổi chế độ ăn uống, chẳng hạn như duy trì chế độ ăn uống có hàm lượng calo cao hoặc chế độ ăn không có lactose, có thể cải thiện triệu chứng. Một số loại thuốc được sử dụng để điều trị các triệu chứng và mang lại và duy trì thuyên giảm, bao gồm cả aminosalicylat như mesalazine hoặc sulfasalazine, steroid, thuốc ức chế miễn dịch như azathioprine, và liệu pháp sinh học. Loại bỏ đại tràng bằng phẫu thuật có thể cần thiết nếu bệnh nặng, không đáp ứng với điều trị, hoặc nếu các biến chứng như ung thư đại tràng phát triển. Loại bỏ đại tràng và trực tràng có thể chữa bệnh.
Cùng với bệnh Crohn, khoảng 11,2 triệu người bị ảnh hưởng đến năm 2015. Mỗi năm nó mới xuất hiện từ 1 đến 20 trên 100.000 người, và 5 đến 500 trên 100.000 người bị ảnh hưởng. Bệnh này phổ biến hơn ở Bắc Mỹ và Châu Âu so với các vùng khác. Thường thì nó bắt đầu ở những người từ 15 đến 30 tuổi, hoặc trong số những người trên 60 tuổi. Nam và nữ dường như bị ảnh hưởng theo tỷ lệ như nhau. Nó cũng đã trở nên phổ biến hơn kể từ những năm 1950. Cùng với đó, viêm loét đại tràng và bệnh Crohn ảnh hưởng đến khoảng một triệu người ở Hoa Kỳ. Với cách điều trị thích hợp, nguy cơ tử vong xuất hiện giống như của dân số nói chung. Mô tả đầu tiên của viêm loét đại tràng xảy ra vào khoảng những năm 1850.